# Championnats du monde de course d'orientation 2013
Navigation
Édition précédente Édition suivante
Les championnats du monde de course d'orientation 2013, trentième édition des championnats du monde de course d'orientation, ont lieu du 6 au 14 juillet 2013 à Vuokatti, en Finlande.

## Podiums
Femmes
| Épreuves                | Or                                                             | Argent                                              | Bronze                                         |
| ----------------------- | -------------------------------------------------------------- | --------------------------------------------------- | ---------------------------------------------- |
| Femmes Sprint           | Suisse Simone Niggli                                           | Suède Annika Billstam                               | Finlande Venla Niemi                           |
| Femmes moyenne distance | Suisse Simone Niggli                                           | Suède Tove Alexandersson                            | Finlande Merja Rantanen                        |
| Femmes Longue distance  | Suisse Simone Niggli                                           | Suède Tove Alexandersson                            | Suède Lena Eliasson                            |
| Femmes Relais           | Norvège Heidi Bagstevold Anne M. Hausken Nordberg Mari Fasting | Finlande Venla Niemi Anni-Maija Fincke Minna Kauppi | Suisse Sara Lüscher Judith Wyder Simone Niggli |

Hommes
| Épreuves                | Or                                                      | Argent                                           | Bronze                                                   |
| ----------------------- | ------------------------------------------------------- | ------------------------------------------------ | -------------------------------------------------------- |
| Hommes Sprint           | Finlande Mårten Boström                                 | Royaume-Uni Scott Fraser                         | Suède Jonas Leandersson                                  |
| Hommes moyenne distance | Russie Leonid Novikov                                   | France Thierry Gueorgiou                         | Suède Gustav Bergman                                     |
| Hommes Longue distance  | France Thierry Gueorgiou                                | Finlande Jani Lakanen                            | Lettonie Edgars Bertuks                                  |
| Hommes Relais           | Russie Leonid Novikov Valentin Novikov Dmitriy Tsvetkov | Suède Anders Holmberg Peter Öberg Gustav Bergman | Ukraine Pavlo Ushkvarok Oleksandr Kratov Denys Sherbakov |

## Tableau des médailles
- Pays organisateur

| Rang  | Nation      | Or | Argent | Bronze | Total |
| ----- | ----------- | -- | ------ | ------ | ----- |
| 1     | Suisse      | 3  | 0      | 1      | 4     |
| 2     | Russie      | 2  | 0      | 0      | 2     |
| 3     | Finlande    | 1  | 2      | 2      | 5     |
| 4     | France      | 1  | 1      | 0      | 2     |
| 5     | Norvège     | 1  | 0      | 0      | 1     |
| 6     | Suède       | 0  | 4      | 3      | 7     |
| 7     | Royaume-Uni | 0  | 1      | 0      | 1     |
| 8     | Lettonie    | 0  | 0      | 1      | 1     |
| 8     | Ukraine     | 0  | 0      | 1      | 1     |
| Total | Total       | 8  | 8      | 8      | 24    |